# Oresbius forticauda
Oresbius forticauda är en stekelart som först beskrevs av Per Abraham Roman 1930.  Oresbius forticauda ingår i släktet Oresbius och familjen brokparasitsteklar. Inga underarter finns listade i Catalogue of Life.